# Solar Mesosphere Explorer
Solar Mesosphere Explorer, également désigné sous l'appellation  SME ou Explorer 64, est un petit satellite scientifique du programme Explorer de la NASA lancé en 1981 destiné à identifier les processus de destruction de la couche d'ozone dans les couches supérieures de l'atmosphère terrestre. La charge utile est constituée de cinq instruments permettant de mesurer l'ozone, la vapeur d'eau et le rayonnement du Soleil.

## Contexte
Solar Mesosphere Explorer est la 64e mission du programme Explorer de la NASA consacrée aux projets spatiaux scientifiques ayant des coûts relativement faibles et dédié aux investigations scientifiques de l'environnement spatial de la Terre.

## Objectifs
L'objectif principal de SME est de déterminer les processus à l'origine de la  création et de la destruction de l'ozone dans les couches supérieures de l'atmosphère terrestre. Les objectifs plus spécifiques sont les suivants :
- Déterminer la nature et l'ampleur des changements affectant la densité de l'ozone situé dans la mésosphère liés aux variations du flux solaire dans l'ultraviolet ;
- Déterminer les relations entre le flux solaire, l'ozone et la température de la haute stratosphère et mésosphère ;
- Déterminer les relations entre l'ozone et la vapeur d'eau ;
- Déterminer la relation entre le dioxyde d'azote et l'ozone.

## Caractéristiques techniques
Le satellite d'une masse totale de 437 kg a la forme d'un cylindre de 1,7 mètre de haut pour 1,25 mètre de diamètre. SME est en rotation à 5 tours par minute. Son axe de rotation est perpendiculaire à sa trajectoire. L'énergie est fournie par des cellules solaires.

## Instrumentation scientifique
Le satellite emporte cinq instruments :
- un spectromètre ultraviolet ;
- un radiomètre infrarouge ;
- un spectromètre fonctionnant dans la bande des 1,27 micromètre ;
- un spectromètre chargé de mesurer le dioxyde d'azote.

De plus un détecteur de protons solaires est embarqué pour mesurer le flux solaire global dans le spectre des 30-500 MeV.

## Déroulement de la mission
SME est lancé le 6 octobre 1981 depuis la base de lancement de Vandenberg par une fusée Delta 2310. Il est placé sur une orbite héliosynchrone de 535 km par 551 km. Le satellite est désactivé le 31 décembre 1988 pour des raisons liées à l'énergie disponible à bord. Il est détruit en rentrant dans l'atmosphère le 5 mars 1991.

## Résultats scientifiques
SME a mesuré durant sept ans et demi le flux du rayonnement solaire ultraviolet, la densité de l'ozone et la densité d'autres molécules jouant un rôle important dans la chimie de l'ozone. SME a joué un rôle important dans la définition des processus aéronomiques à l'œuvre dans l'évolution de la couche d'ozone.